# Amboise (plaats)
Amboise is een stad aan de zuidoever van de Loire in het departement Indre-et-Loire in het midden van Frankrijk. De gemeente telde op 1 januari 2022 13.132 inwoners, die Amboisiens worden genoemd. Amboise ligt in het gebied van de voormalige provincie Touraine. De dichtstbijzijnde steden zijn Tours en Blois. Het stadsbeeld wordt bepaald door het kasteel van Amboise, dat meerdere generaties de koningsresidentie was.
Amboise is de geboorteplaats van de Franse filosoof en vrijmetselaar Louis-Claude de Saint-Martin (1743-1803), bijgenaamd de onbekende filosoof. Het eponiem martinisme is op zijn naam gebaseerd. De Italiaanse kunstenaar, architect en ingenieur Leonardo da Vinci woonde er op uitnodiging van koning Karel VIII.
De bekendste periode van Amboise was toen het kasteel van Amboise de residentie van achtereenvolgens de Franse koningen Lodewijk XI, Karel VIII en Frans I was en van regentes Anna van Beaujeu. Anna, Karel en Frans woonde sinds hun jeugd in Amboise. De plaats was toen ook economisch het meest welvarend.

## Naam
De naam Amboise zou een samenstelling van twee Keltische elementen kunnen zijn. Het voorvoegsel -amb komt van het Gallische -ambi en betekent: "rond" of " aan beide zijden". Dit is bijvoorbeeld terug te vinden in het Franse woord ambassade: amb-assade.  Wat het achtervoegsel betreft, zou het afkomstig zijn van de Keltische hydroniem -isara, die "de onstuimige" of "de snelle" betekent. Deze waternaam of hydroniem bevindt zich ook aan de oorsprong van de rivier de Oise, de Isère of de West-Vlaamse rivier de IJzer.

## Geschiedenis

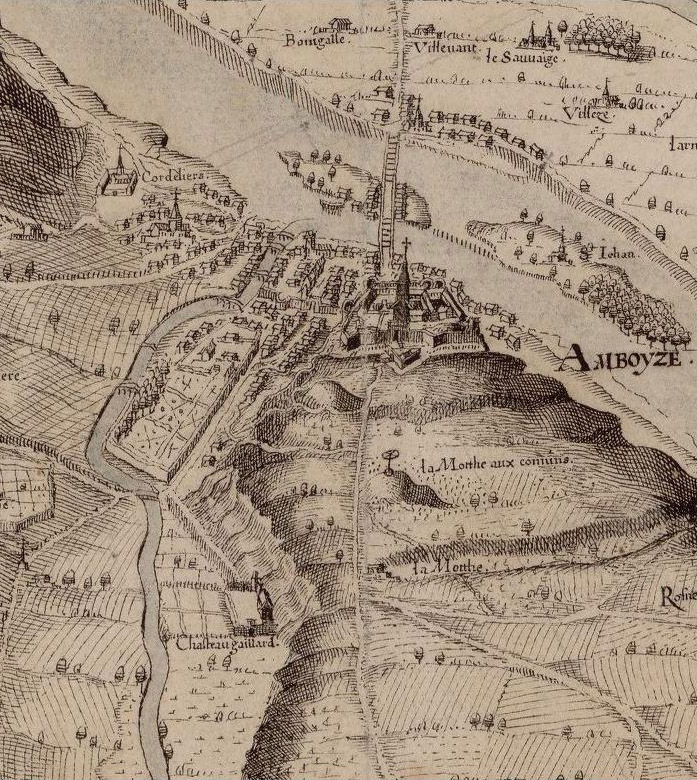
Amboise in 1610

In de 1e eeuw v.Chr. lag op het Plateau des Châtelliers het Gallische oppidum Ambacia. Dit was ontstaan rond een ouder grafmonument, La Butte de César, mogelijk uit de 5e eeuw v.Chr. Ambacia was volledig ommuurd en was wellicht de hoofdstad van de Turones. Er waren cultusplaatsen en openbare gebouwen in de nederzetting en er waren ook handwerklieden actief. In de 1e eeuw verloor de plaats aan belang door de opkomst van Caesarodunum (Tours) maar werd nooit compleet verlaten.
In de middeleeuwen werd op de rotsachtige punt van het plateau, boven de Loire en de Amasse, een feodaal kasteel gebouwd. In 1431 werd Amboise deel van het kroondomein en koning Karel VII maakte van het kasteel een koninklijke residentie. Koning Frans I installeerde in Amboise zijn hof, met artiesten en geleerden, zoals Leonardo da Vinci. Het koninklijk kasteel werd uitgebouwd tijdens de 15e en 16e eeuw.
Na het vertrek van het Franse hof duurde het tot de 18e eeuw eer Amboise terug welvaart kende. Staatsman Etienne François de Choiseul vestigde zich in Amboise. Er kwamen manufacturen in de stad en de rivierhandel bloeide. Tijdens de 19e eeuw kwam er industrie in de stad. Het lager gedeelte van de stad werd regelmatig getroffen door overstromingen. Zo overstroomde de Loire nog in 1856 en 1866. Aan het einde van de 19e eeuw werden infrastructuurwerken uitgevoerd om Amboise te beschermen tegen overstromingen.

## Geografie
De oppervlakte van Amboise bedroeg op 1 januari 2022 40,65 vierkante kilometer; de bevolkingsdichtheid was toen 323,1 inwoners per km².
Amboise ligt aan de samenvloeiing van de Amasse en de Loire. Boven deze rivieren ligt het Plateau des Châtelliers, een kalkstenen plateau dat voor de jaren 1970 beplant was met wijngaarden maar sindsdien voor een groot deel is bebouwd. In het zuiden van de gemeente ligt het bosgebied Forêt d'Amboise.
De onderstaande kaart toont de ligging van Amboise met de belangrijkste infrastructuur en aangrenzende gemeenten.

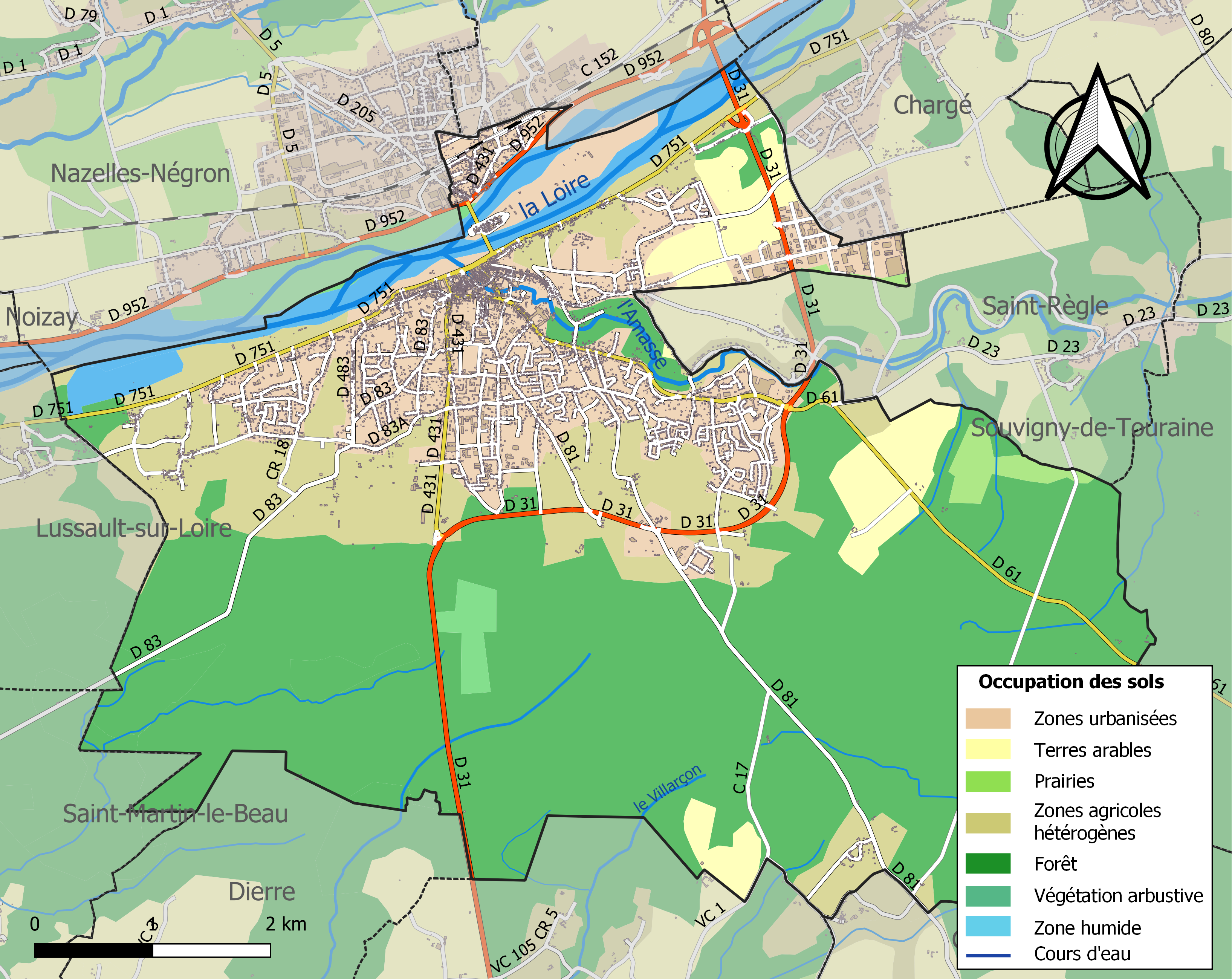

## Demografie
Onderstaande figuur toont het verloop van het inwonertal (bron: INSEE-tellingen).

## Bezienswaardigheden

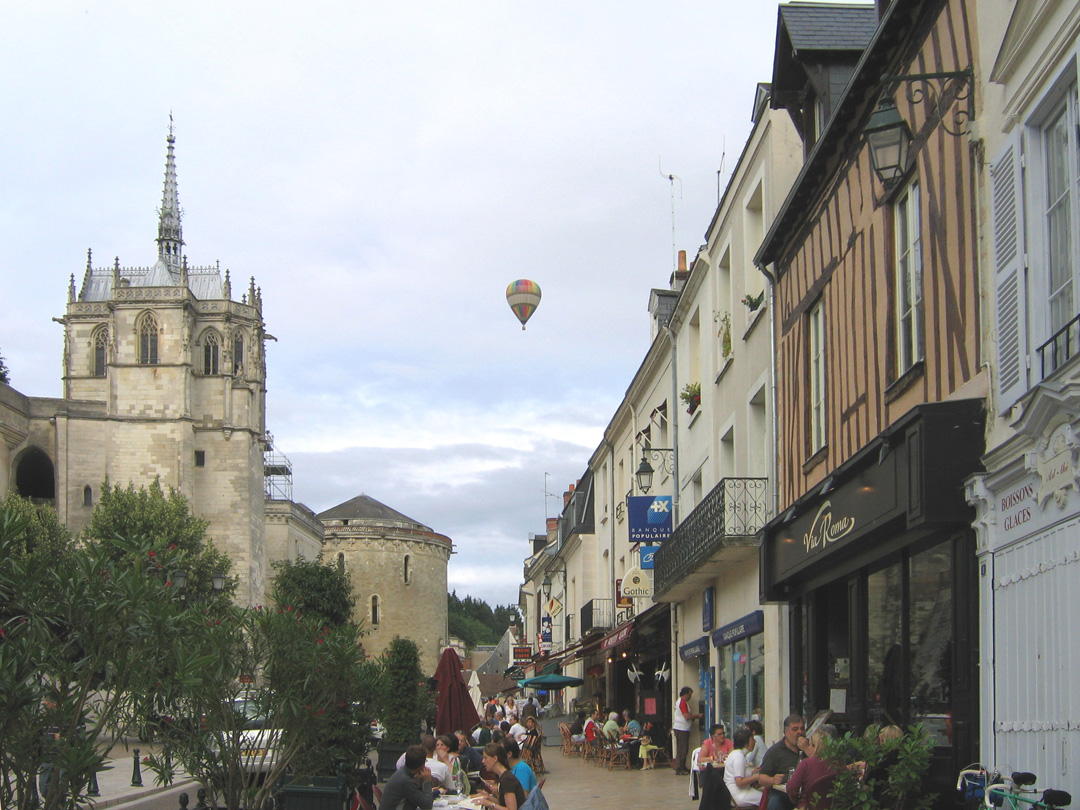
Binnenstad van Amboise

De stad kent verschillende musea. Het Musée - Hôtel Morin werd gebouwd tussen 1501 en 1505 in opdracht van Pierre Morin, financier van koning Lodewijk XII, in vroege Franse renaissancestijl. Het deed later dienst als stadhuis en is sinds de jaren 1970 een museum. En het herenhuis Clos Lucé dat werd bewoond door Leonardo da Vinci, is nu een museum over het leven en werk van Leonardo da Vinci.
Amboise kent verschillende monumenten uit haar bloeitijd in de 18e en 19e eeuw:
- Kasteel van Amboise (Château d'Amboise)
- Kasteel van Gaillard (Château-Gaillard)
- Hôtel Joyeuse, gebouwd in opdracht van Giovanni Giocondo
- Tour de l'Horloge, in de 16e eeuw gebouwd als de hoofdpoort van de stadsmuur van Amboise

Daarna telt de stad verschillende historische gebedshuizen:
- Kerk Saint-Denis, romaanse kerk uit de 12e eeuw met toevoegingen uit de 16e, 18e en 19e eeuw
- Kerk Saint-Florentin, eind 15e eeuw met een neogotisch interieur
- Kerk Notre-Dame-du-Bout-des-Ponts, gebouwd vanaf 1521
- Kapel Saint-Jean, late 11e eeuw

Het 18e-eeuwse kasteel van Etienne François de Choiseul, het Kasteel van Chanteloup, werd afgebroken in 1823. Het 14 ha grote kasteelpark met een pagode bleef wel bewaard. De Begraafplaats van Amboise is ontstaan rond het graf van de hertog van Choiseul en bevat de graven van verschillende publieke figuren. Daarnaast zijn er in het straatbeeld enkele moderne kunstwerken, zoals de fontein Aux cracheurs, aux drôles, au génie van surrealist Max Ernst uit 1968, de mobile Le Crinkly van Alexander Calder en de Tour d'Or Blanc van Jean-Michel Othoniel.
Een toeristische attractie is het 2 ha grote Le parc des Mini-Châteaux, waar de kastelen van de Loire op schaal 1/25 zijn nagebouwd.

### Afbeeldingen

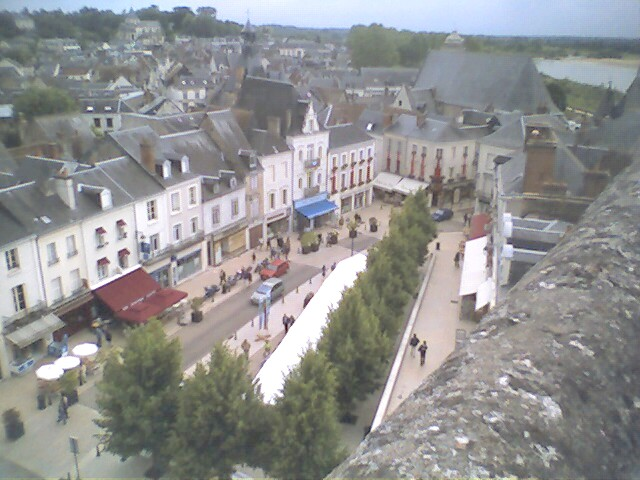
Amboise gezien vanaf het kasteel
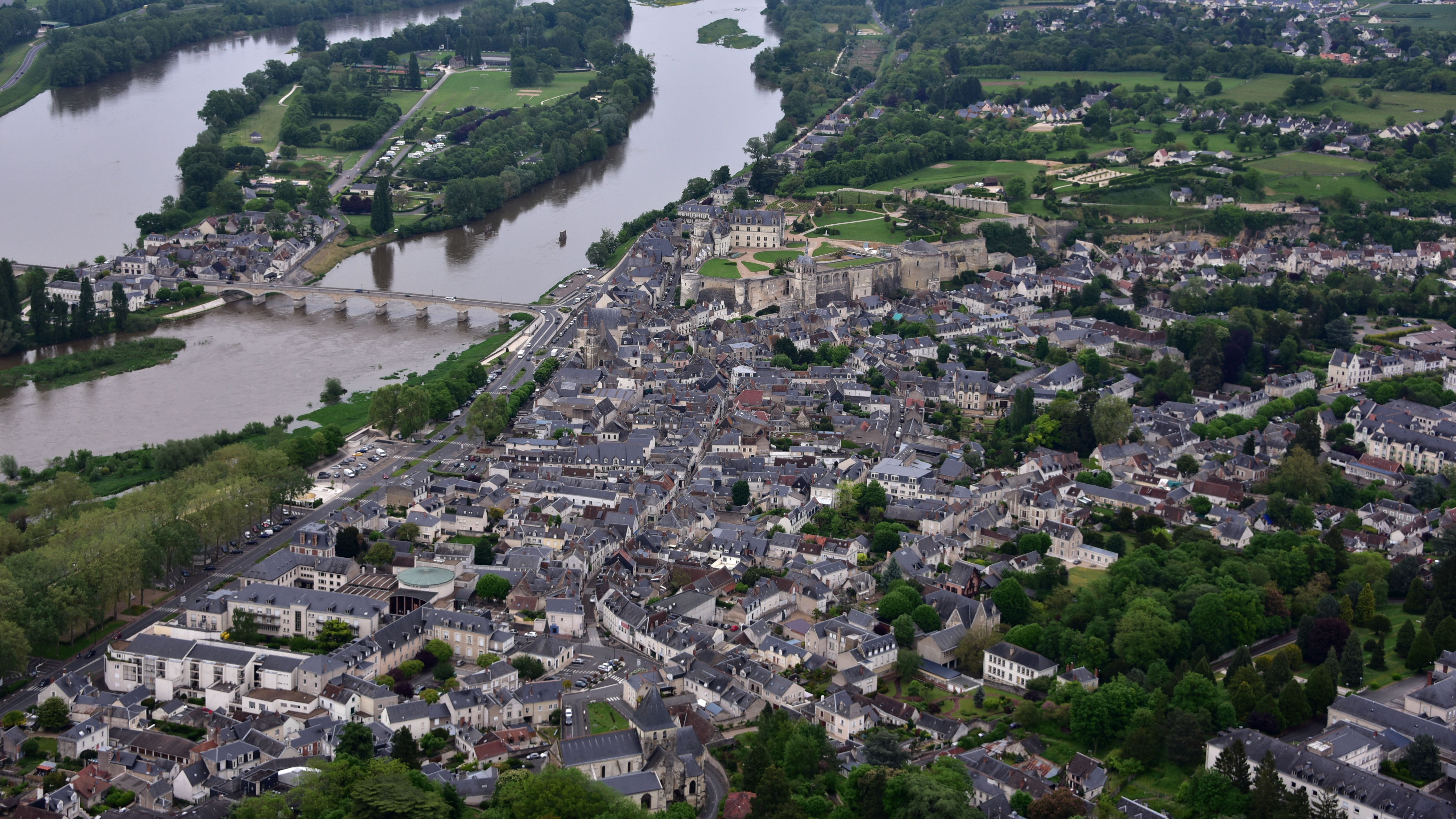
Amboise vanuit de lucht
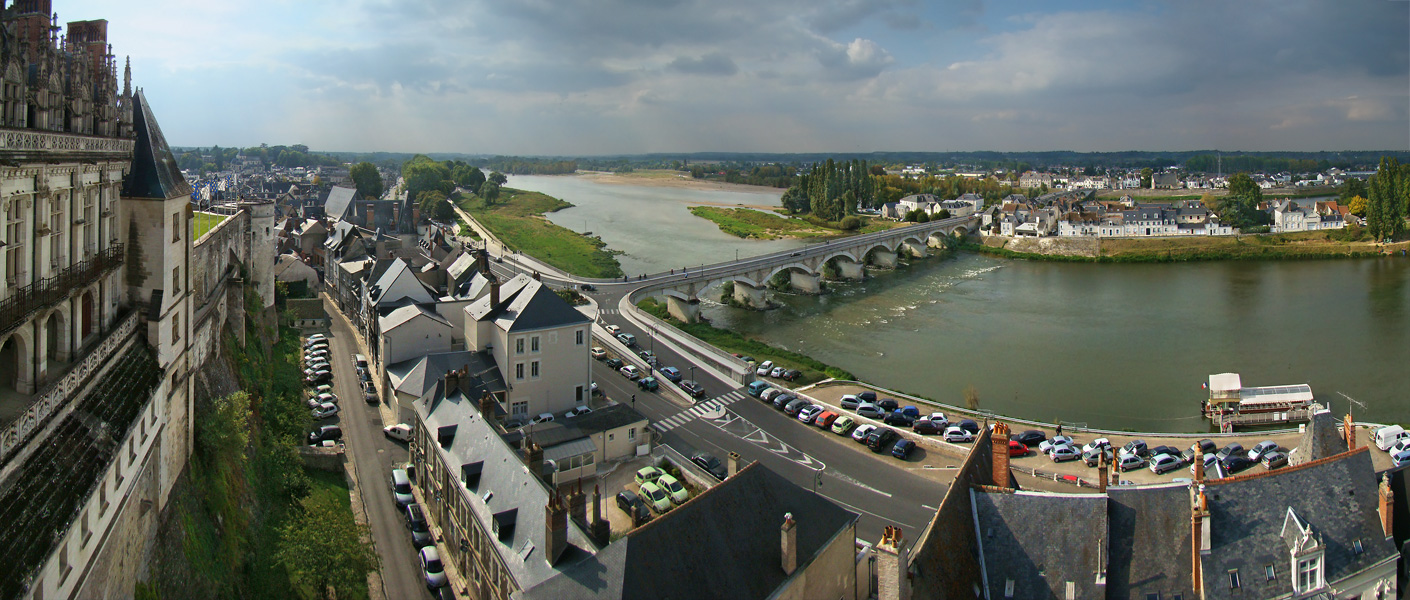
Gezicht op de Loire vanaf het kasteel
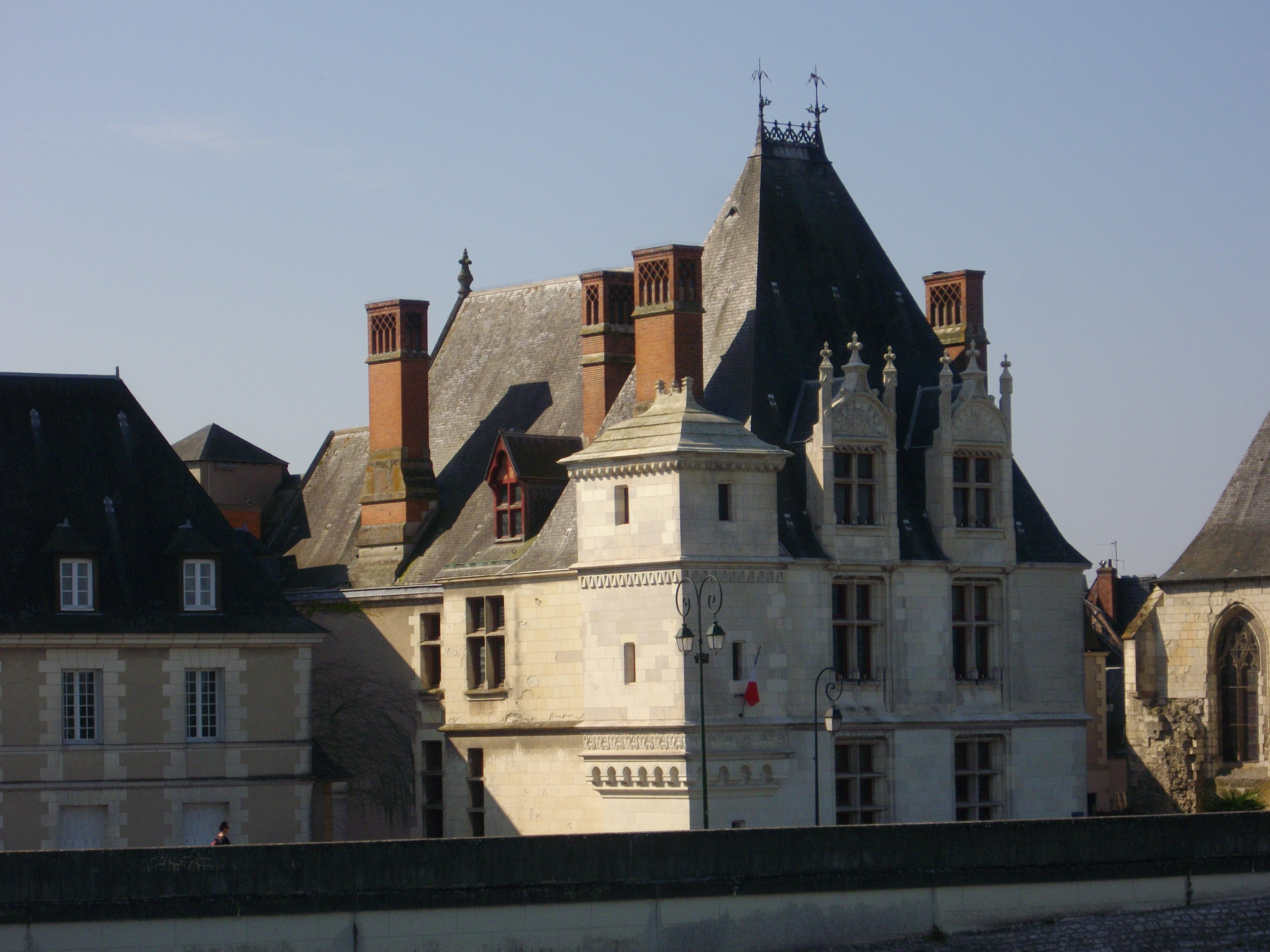
Hôtel Morin
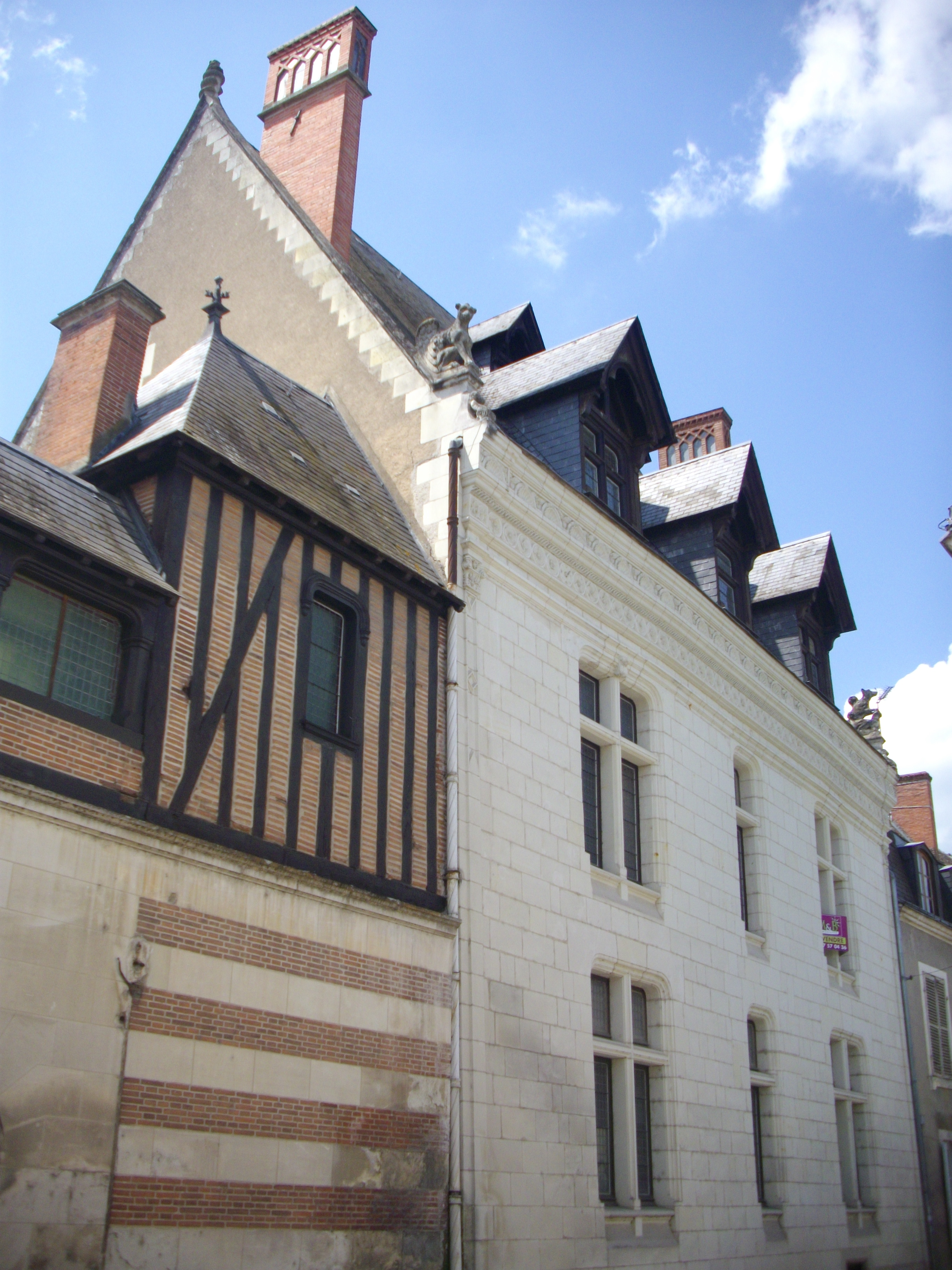
Hôtel Joyeuse
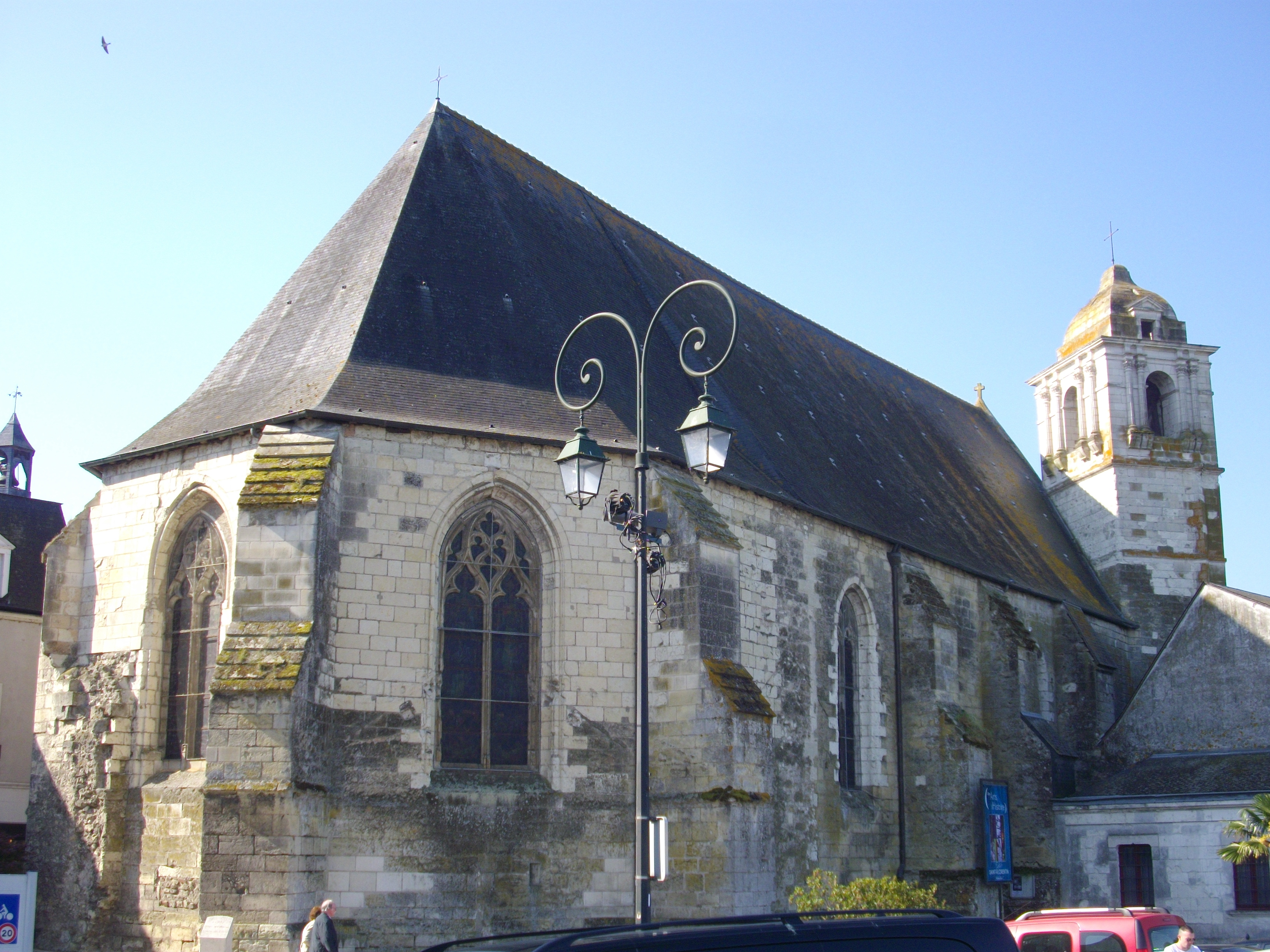
Kerk Saint-Florentin
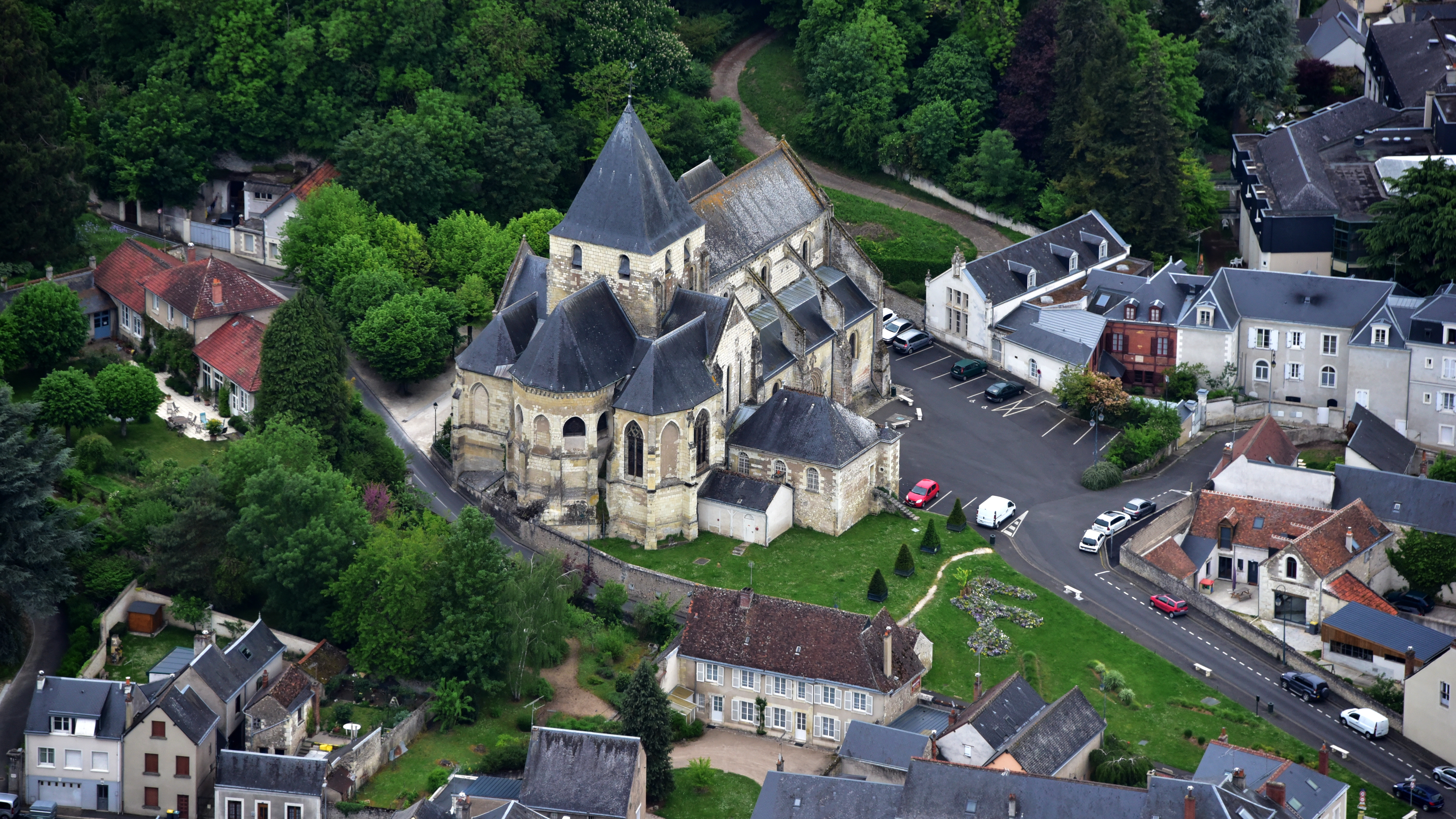
Kerk Saint-Denis
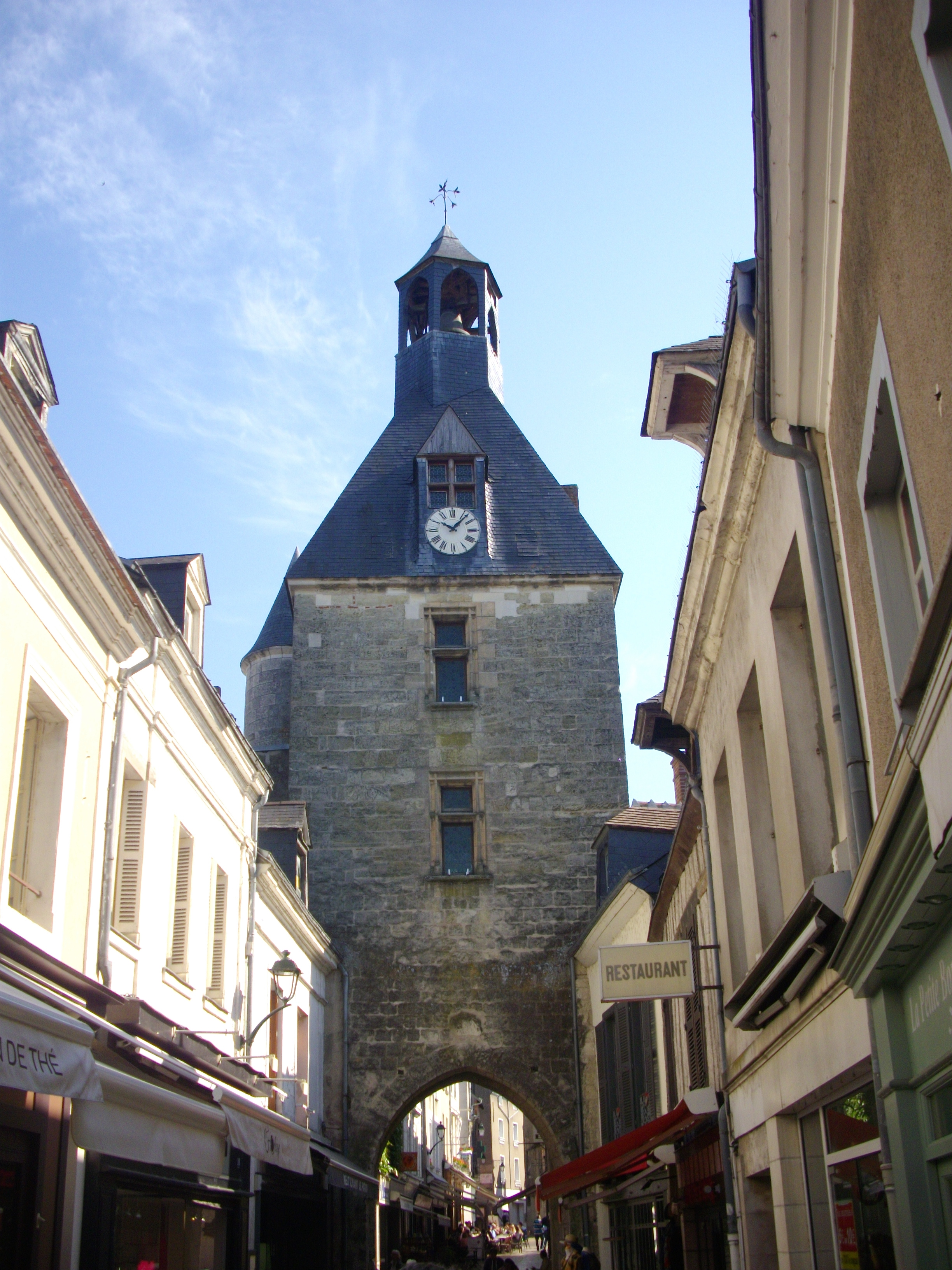
Tour de l'Horloge
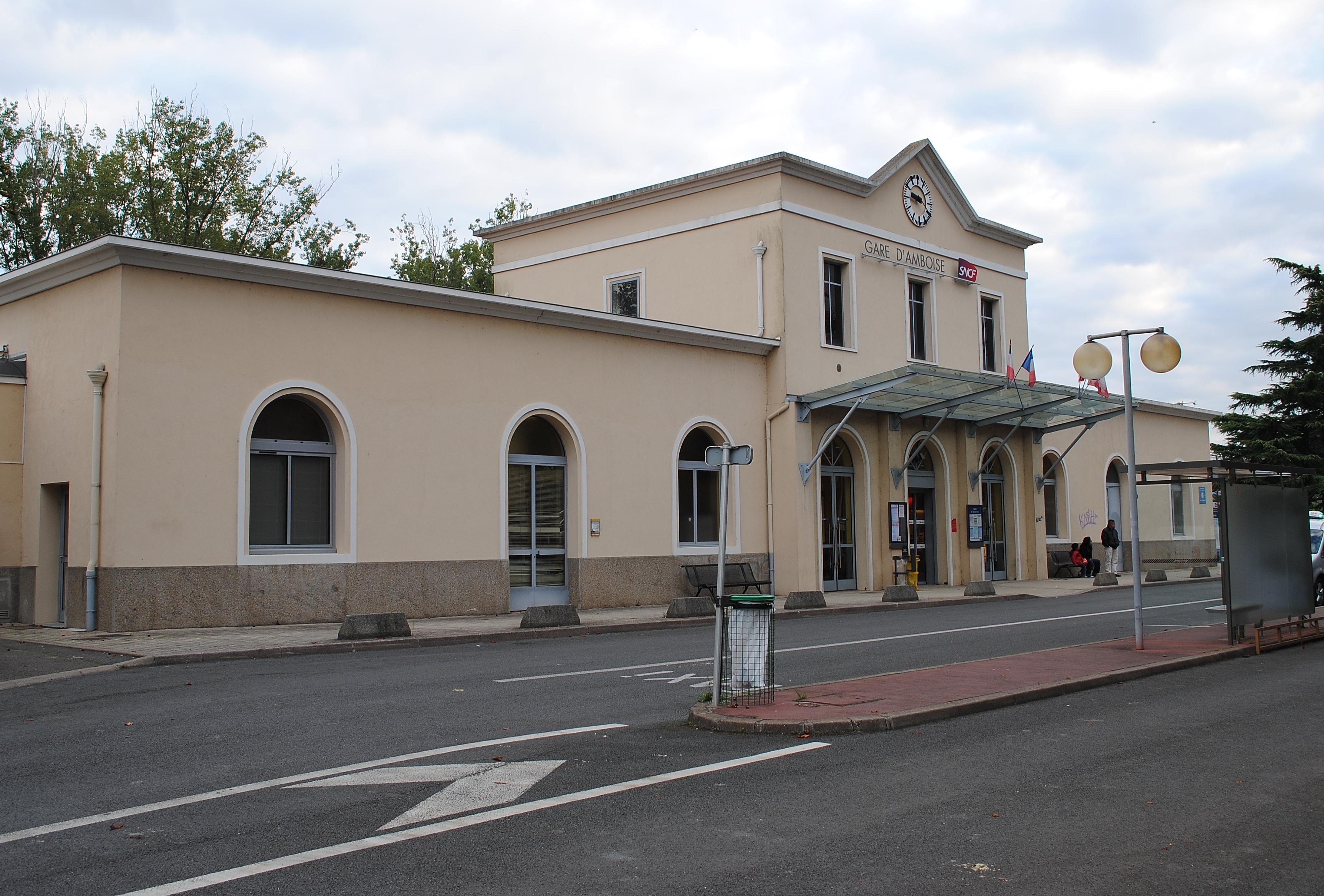
Station

## Geboren
- Karel VIII van Frankrijk (1470-1498), koning van Frankrijk
- Louis-Claude de Saint-Martin, (1743-1803), filosoof, vader van het Martinisme
- Michel Bibard (1958), voetballer

## Overleden
- Leonardo da Vinci (1452-1519) genie en kunstenaar